# ALZip
ALZip — файловый архиватор, работающий в среде Microsoft Windows. Поддерживает большое количество форматов сжатия, имеет собственный формат ALZ и умеет работать с образами дисков. Для домашнего или некоммерческого применения программа бесплатна. ALZip — один из самых популярных архиваторов в Южной Корее.

## История создания
ALZip был разработан в 1999 году южнокорейской компанией ESTsoft для внутреннего пользования, так как многие служащие компании не могли разобраться с английским интерфейсом архиватора WinZip. После некоторого обсуждения из нескольких вариантов было выбрано название ALZip.
В том же году ALZip стал распространяться общедоступно по лицензии freeware. В 2001 году программа стала самой популярной среди архиваторов в Корее, а к декабрю — самой часто скачиваемой пользователями среди всех программ. В октябре 2001 года система лицензирования была изменена: для домашнего использования ALZip оставался бесплатным, а государственные учреждения должны были получить лицензию. Позже, в апреле 2002 года, были установлены правила получения лицензии и для коммерческих организаций, однако весь процесс лицензирования основан на системе доверия, каких-либо ограничений по срокам использования незарегистрированной версии или так называемых Nagscreen-окон в программе нет. Несмотря на все нововведения, к 2004 году ALZip принадлежало 70 % корейского рынка архиваторов, а родной формат файлов ALZ стал широко использоваться.
Популярность программы позволила компании ESTsoft получить место в списке 100 самых инновационных компаний в Южной Корее (англ. Digital Innovation Awards Top 100 Companies).
Английская версия появилась в 2002 году, а в данный момент программа переведена более чем на 20 языков.

## Форматы
ALZip полностью поддерживает форматы сжатия ALZ, EGG, BH, JAR, LZH, TAR, TGZ, ZIP, а также следующие типы файлов на открытие и разархивирование: 001, 7-ZIP, ACE, ARC, ARJ, B64, BHX, BIN, BZ2, EAR, ENC, GZ, HA, ICE, ISO, LCD, LHA, MIM, PAK, RAR, UUE, UU, WAR, XXE, Z, ZOO.

## Возможности
Основные возможности и особенности ALZip:
- Компания ESTsoft создаёт так называемое милое программное обеспечение (англ. cute software), поэтому в интерфейсе использованы ALTools Eggheads.
- Поддержка образов диска ISO и BIN, а также LCD.
- Поддержка многотомных архивов.
- Создание самораспаковывающихся архивов.
- Восстановление повреждённых архивов.
- Шифрование c использованием 256-битного ключа AES.
- Интеграция в контекстное меню Проводника Windows.
- Поддержка автоматического сканирования на вирусы с использованием антивирусов.
- Поддержка различных языков интерфейса, в том числе русского.
- Проверка обновлений программы через Интернет.

## Системные требования
| Системные требования |                                           |                                                            |
| Характеристика       | Минимальные требования                    | Рекомендуемые требования                                   |
| Процессор            | Pentium 150 МГц                           | Pentium II 400 МГц                                         |
| ОЗУ                  | 32 МБ                                     | 128 МБ                                                     |
| Жёсткий диск         | 10 МБ                                     | 20 МБ                                                      |
| Видеокарта           | любая                                     | с поддержкой разрешения 1024x768 и цветопередачей в 16 бит |
| ОС                   | любая 32- или 64-битная Microsoft Windows | любая 32- или 64-битная Microsoft Windows                  |
| Прочее               | Internet Explorer 5.0 и выше              | Internet Explorer 5.0 и выше                               |